# Kanton Le Cannet
Le Cannet is een kanton van het Franse departement Alpes-Maritimes. Het kanton maakt deel uit van het arrondissement Grasse.

## Gemeenten
Het kanton omvatte tot 2014 enkel een deel van de gemeente:
- Le Cannet

Bij de herindeling van de kantons door het decreet van 24 februari 2014, met uitwerking op 22 maart 2015, werd daar de gemeente :
- Mougins

aan toegevoegd.